# Apocheiridium chilense
Espèce
Apocheiridium chilense est une espèce de pseudoscorpions de la famille des Cheiridiidae.

## Distribution
Cette espèce est endémique de la région de Valparaíso au Chili. Elle se rencontre vers Zapallar.

## Étymologie
Son nom d'espèce, composé de chil[e] et du suffixe latin -ense, « qui vit dans, qui habite », lui a été donné en référence au lieu de sa découverte, le Chili.

## Publication originale
- Vitali-di Castri, 1962 : La familia Cheiridiidae (Pseudoscorpionida) en Chile. Investigaciones Zoológicas Chilenas, vol. 8, p. 119-142.